# Anh chàng Hobbit
Anh chàng Hobbit - Đến rồi quay trở lại (tiếng Anh: The Hobbit, or There and back again) là một tiểu thuyết hư cấu dành cho thiếu nhi của nhà văn J. R. R. Tolkien, xuất bản ngày 21 tháng 9 năm 1937. Truyện lấy bối cảnh ở Trung địa (Middle-earth) - vũ trụ hư cấu của Tolkien - và kể về cuộc hành trình của anh chàng Hobbit tên Bilbo Baggins để giành lại kho báu của người lùn do rồng Smaug canh giữ.
Truyện được chia thành 19 chương - qua mỗi chương, nhân vật Bilbo đạt được một cấp độ mới về sự trưởng thành, năng lực và trí tuệ. Câu chuyện đạt đến cao trào với Trận chiến 5 đạo quân, với sự tham gia của nhiều nhân vật và sinh vật từ các chương trước.
Phát triển cá nhân và chủ nghĩa anh hùng là chủ đề trung tâm của truyện. Các nhà phê bình đánh giá tác phẩm xuất phát từ chính những trải nghiệm của Tolkien trong Thế chiến thứ nhất. Kiến thức uyên bác về ngữ văn Đức, sự quan tâm đến thần thoại và truyện cổ tích của tác giả cũng được ghi nhận là có ảnh hưởng đáng kể đến nội dung truyện.
Được khích lệ bởi thành công về phương diện tài chính và phê bình của Anh chàng Hobbit, nhà xuất bản đã yêu cầu tác giả viết thêm phần tiếp theo. Khi tác phẩm Chúa tể những chiếc nhẫn ra đời, Tolkien đã thực hiện một số điều chỉnh cho nội dung của Anh chàng Hobbit. Các ấn bản tiếp theo được bổ sung thêm những chỉnh sửa nhỏ, phản ánh quan niệm thay đổi của Tolkien về thế giới.
Tác phẩm từng được đề cử Huân chương Carnegie và giành giải Tiểu thuyết cho thanh thiếu niên hay nhất của tờ New York Herald Tribune. Cuốn sách được dịch ra hơn 40 thứ tiếng. Cho đến thời điểm này, Nhà xuất bản Houghton Mifflin (Mỹ) đã tái bản ít nhất 60 lần ấn bản bìa cứng tuyệt đẹp do Alan Lee minh họa. Anh chàng Hobbit đã được chuyển thể thành loạt phim cùng tên.

## Lịch sử
Bản biên tập lần thứ hai của cuốn này được thực hiện vào năm 1951 ghi dấu những sửa đổi và đóng góp đáng kể trong Chương V, “Trò chơi đố trong hang tối”, giúp Anh chàng Hobbit ăn nhập hơn với cuốn tiểu thuyết tiếp theo Chúa nhẫn đang được viết lúc bấy giờ.

## Nhân vật
- Bilbo Baggins, nhân vật chính, là một người Hobbit đáng kính - một chủng tộc giống người lùn với đôi chân đầy lông, da sần sùi, sống trong những ngôi nhà dưới lòng đất, chủ yếu sống bằng nghề nông và làm vườn.[1][2][3]
- Gandalf[4] - thầy phù thủy, là người giới thiệu Bilbo tham gia vào cuộc hành trình của nhóm 13 người lùn.
- Thorin Oakenshield[5][6] - thủ lĩnh nhóm 13 - là người thừa kế của vương quốc người lùn dưới Ngọn Núi Cô Đơn (Lonely Mountain).
- Kili, một trong những người trẻ nhất đoàn và cũng là cháu của Thorin.
- Fili, em trai của Kili. Chú cùng với anh trai mình là hai người trẻ nhất trong số 13 người lùn.
- Smaug - nhân vật phản diện chính - là một con rồng tham lam đã cướp phá vương quốc người lùn của ông nội Thorin.
- Gollum - một sinh vật kỳ lạ sống trong một hồ nước ngầm.
- Beorn - một người đàn ông có thể thay hình đổi lốt thành gấu.
- Elrond - nhà hiền triết của tộc tiên (elf).
- Bard - cung thủ đáng kính của thị trấn vùng Hồ (Lake-town).

Truyện có sự xuất hiện của nhiều chủng tộc khác nhau như: người lùn (dwarf), tiên (elf); con người; quỷ khổng lồ (troll); người khổng lồ; yêu tinh; nhền nhện biết nói tiếng người; đại bàng; sói (Wargs), v.v...

## Nội dung
Truyện xoay quanh cuộc phiêu lưu của anh chàng Bilbo Baggins và pháp sư Gandalf cùng 12 người lùn trong đó có Thorin Oakenshield (con trai của Thráin cháu của Thrór), Balin (người già nhất trong hội những người lùn, là một người lùn đáng kính sau này ông đã đánh chiếm lại vùng mỏ Moria), Fili và Kili (cả hai người này trẻ nhất trong nhóm người lùn và đều là cháu của Thorin), Bombur (người béo nhất trong đoàn), Bifur, Borfur, Dori, Glóin, Ori, Óin, Nori, Dwalin.
Cuộc hành trình bắt đầu ở vùng Đáy Túi - quê nhà của anh chàng Bilbo, sau bữa tiệc tại nhà Bilbo. Lúc đầu, anh chàng không muốn tham gia cuộc hành trình này; tuy nhiên phút chót, anh lại đổi ý với chức danh của một Tên trộm, tiền công là 1/14 kho báu nếu tiêu diệt được lão rồng Smaug và khoản an táng nếu anh chàng gặp bắt trắc. Về sau, anh chàng đã thể hiện tài năng và trí tuệ của bản thân qua việc giải cứu nhóm người lùn khỏi nhiều tình huống nguy hiểm.
Ban đầu, anh chàng Bilbo đã bị nhóm người lùn nghi ngờ; nhưng về sau họ càng kính trọng anh chàng vì lòng dũng cảm và mưu trí của anh. Trong cuộc hành trình, họ đã gặp nhiều bắt trắc - đầu tiên, họ đã bị những lũ Trolls núi bắt giữ, và Pháp sư Gandalf giải cứu họ ở phút chót. Khi đi kiểm tra hang của lũ quái vật này, họ phát hiện ra ba thanh kiếm quý - đó là Thanh kiếm Glamdring, một thanh trường kiếm dài có tên gọi là cổ xưa là Bổ đôi kẻ thù được đưa cho Gandafl - sau này thanh kiếm là một vật không thể tách rời với ông, được sử dụng trong suốt Anh chàng Hobbit và Chúa tể những chiếc Nhẫn. Chính thanh kiếm này đã tiêu diệt quỷ lửa Balrogs.
Đoàn người tiếp tục cuộc hành trình và đến được Thung lũng Rivendell - nơi mà Chúa tể Elrond cùng các tiên sinh sống. Ông đã đưa ra những lời khuyên có ích cho họ, đồng thời còn giúp đỡ nhiều điều. Nhóm của Thorin lại tiếp tục lên đường và vô tình trú chân trong một cái hang của bọn Goblin, khiến chúng xông ra phục kích mọi người. Ngay khi các người lùn sắp sửa bị hành quyết, thì Gandalf - người đã kịp thời trốn đi từ trước - xuất hiện và giải cứu cả nhóm, đồng thời còn tiêu diệt được tên vua Goblin. Trong lúc tẩu thoát, Bilbo vô tình lạc mất nhóm và đi vào một vũng nước lớn, nơi trú ngụ của một sinh vật tên Gollum. Tại đây, anh đã chơi trò giải đố với Gollum rồi thoát được ra ngoài nhờ chiếc nhẫn thần của gã.
Khi đoàn người đến được bìa Rừng U Ám, Gandalf đã nói lời giã từ họ để kịp làm một việc quan trọng. Do không có sự chỉ dẫn của lão phù thủy, các chú lùn bắt đầu lạc lối trong khu rừng và đối mặt với sự tấn công của lũ nhện khổng lồ. Sau đó, họ lại bị các tiên rừng bắt giữ rồi tống vào nhà giam. Thế nhưng, nhờ có chiếc nhẫn và sự khôn khéo của mình, Bilbo đã giải cứu bọn họ rồi cả đoàn chạy thoát đến thị trấn vùng Hồ - nơi mọi người được cư dân thị trấn tiếp đãi tận tình. Họ lại lên đường và sau bao trắc trở, cuối cùng mọi người cũng đến được ngọn Núi Cô đơn. Tại đó, các chú lùn đề nghị Bilbo lẻn vào ngọn núi để thám thính và lấy cắp vài món đồ giá trị. Dẫu vậy, điều này chỉ khiến cho lão rồng Smaug thức giấc và trở nên điên cuồng. Lão tức tốc bay đến thị trấn vùng Hồ với mục đích thiêu rụi nó, hòng trả thù cho việc cư dân nơi đây đã giúp đỡ đám người lùn.
Sau khi Thorin tử trận, người anh em họ hàng của ông là Dain Chân Sắt (Người đã tham gia cuộc chiến của 5 cánh quân và nghe lời kêu gọi của Thorin khi người vùng hồ và Vua tiên đến đòi một phần kho báu), trở thành vua của Erebor. Họ chia cho Vua Tiên và những người vùng hồ một phần kho báu. Bard cung thủ trở thành Vua của thung lũng. Anh chàng Bilbo trở về quê nhà sau một năm phiêu lưu, với một chiếc áo giáp bằng bạch ngọc (mithril) do Thorin tặng (Nó đáng giá hơn của vùng Đáy túi). Về sau, chiếc áo giáp này thuộc về Frodo Baggins. Trong cuộc hành trình, Gandalf đã rời bỏ họ ở lúc đến cửa Rừng U Ám. Công việc của ông là tìm ra chân tướng của kẻ tên là The Necromancer (Sauron) và đánh đuổi hắn trở về Mordor cùng bộ chín Nazgul ở Dol Guldur. Về sau, Sauron bắt được Gollum và biết trước Nhẫn Chủ đang ở Shire - bắt đầu cho phần 2 Chúa tể của những Chiếc Nhẫn. Người ta nói rằng một lượng lớn ngọc quý nằm với cái xác mục nát của Smaug giữa đống đổ nát của thị trấn cũ, nhưng ít ai có can đảm dám lặn xuống tìm kiếm những năm sau đó. Sau cuộc chiến, những người sống sót xây dựng lại thị trấn trên vùng đất khô bên cạnh hồ.

## Đón nhận
Khi xuất bản lần đầu tiên vào tháng 10 năm 1937, Anh chàng Hobbit đã nhận được đánh giá rất tích cực từ các trang báo như The Times, Catholic World và New York Post. C. S. Lewis - một người bạn của Tolkien, sau này là tác giả của Biên niên sử Narnia - viết trên tờ The Times:
Trong cuốn sách này, nhiều điều tốt đẹp chưa từng có trước đây đã được kết hợp lại với nhau: óc hài hước, hiểu biết về trẻ em, yếu tố thần thoại vừa hàn lâm, vừa đậm chất thơ...
Tác phẩm được Lewis so sánh giống như Alice in Wonderland ở chỗ cả trẻ em và người lớn đều có thể tìm thấy điều gì đó để thưởng thức, và đặt ngang hàng với Flatland, Phantastes và The Wind in the Willows. W. H. Auden, trong bài đánh giá về phần tiếp theo The Fellowship of the Ring, xem Anh chàng Hobbit là "một trong những cuốn truyện thiếu nhi hay nhất của thế kỷ".
Anh chàng Hobbit đã được đề cử Huân chương Carnegie và được New York Herald Tribune trao giải thưởng "Tiểu thuyết dành cho thanh thiếu niên hay nhất của năm" (1938). Gần đây, tác phẩm được đánh giá là "Tiểu thuyết quan trọng nhất của thế kỷ 20 (dành cho độc giả lớn tuổi)" trong cuộc bình chọn "Sách dành cho trẻ em của thế kỷ" trong Books for Keeps.

## Di sản

### Chúa tể những chiếc nhẫn
Thành công của Anh chàng Hobbit đã dần đến sự ra đời của phần tiếp theo, với tên gọi Chúa tể những chiếc nhẫn (The Lord of the Rings). Cốt truyện có cùng cấu trúc cơ bản diễn tiến theo trình tự giống nhau: câu chuyện bắt đầu ở Đáy Bao (Bag End), nhà của Bilbo Baggins; Bilbo tổ chức một bữa tiệc; Gandalf gửi nhân vật chính vào một nhiệm vụ về phía đông; Elrond cho họ một nơi ẩn náu và lời khuyên; hội đồng hành chạy trốn khỏi những sinh vật nguy hiểm dưới lòng đất (Goblin Town / Moria) và giao chiến với một nhóm yêu tinh khác (Rừng Âm u / Lothlórien); họ đi ngang qua một vùng hoang vắng (Sự tàn phá của Smaug / Những đầm lầy chết chóc), sau đó được tiếp nhận và nuôi dưỡng bởi một nhóm nhỏ (Esgaroth / Ithilien); họ tham gia vào một trận chiến lớn (Trận chiến của năm đạo quân / Trận chiến trên cánh đồng Pelennor); hành trình của họ lên đến cao trào tại một đỉnh núi khét tiếng (Núi Đơn độc / Núi Hủy diệt); hậu duệ của các vị vua được khôi phục ngai vàng của tổ tiên (Bard / Aragorn); hội đồng hành trở về nhà và thấy quê hương đang bị phá hoại (tài sản của Bilbo bị đem bán đấu giá / Shire bị tàn phá).
Chúa tể những chiếc nhẫn được bổ sung thêm một số tình tiết hỗ trợ và phát triển cốt truyện phức tạp hơn, theo nhiều tuyến nhân vật. Tác phẩm được Tolkien với giọng điệu ít hài hước hơn – thay vào đó là những chủ đề sâu sắc về triết học và đạo đức. Sự khác biệt về chủ đề và phong cách xuất phát từ việc Tolkien viết Anh chàng Hobbit như một câu chuyện dành cho trẻ em, còn Chúa tể những chiếc nhẫn cho cùng một đối tượng độc giả, những người sau này đã trưởng thành kể từ khi xuất bản tác phẩm đầu tiên. Ngoài ra, khái niệm về Trung địa của Tolkien cũng được ông liên tục thay đổi và phát triển trong suốt cuộc đời và hành trình sáng tác.

### Trong giáo dục
Phong cách và chủ đề của Anh chàng Hobbit được đánh giá là góp phần nâng cao kỹ năng đọc viết của độc giả trẻ tuổi, chuẩn bị nền tảng cho họ tiếp cận các tác phẩm của Dickens và Shakespeare. Là một trong số các đầu sách được khuyên đọc nhằm khuyến khích khả năng đọc viết của nhóm đối tượng từ 11-14 tuổi, Anh chàng Hobbit được đánh giá là "tác phẩm giả tưởng hay nhất từ trước đến nay".